# Eschweilera punctata
Eschweilera punctata är en tvåhjärtbladig växtart som beskrevs av Scott A. Mori. Eschweilera punctata ingår i släktet Eschweilera och familjen Lecythidaceae. IUCN kategoriserar arten globalt som nära hotad. Inga underarter finns listade i Catalogue of Life.